# Aéroport de Tasiujaq
L'aéroport de Tasiujaq ((code IATA : YTQ • code OACI : CYTQ)) est un aéroport situé au Québec, au Canada.

## Compagnies et destinations
| Compagnies | Destinations                              |
| ---------- | ----------------------------------------- |
| Air Inuit  | Aupaluk, Kangirsuk, Kuujjuaq (Fort Chimo) |

Édité le 13/04/2025